# Rörtjärnen (Storsjö socken, Härjedalen, 696452-137770)
Rörtjärnen är en sjö i Bergs kommun i Härjedalen och ingår i Ljungans huvudavrinningsområde. Sjön har en area på 0,145 kvadratkilometer och ligger 669,9 meter över havet.

## Delavrinningsområde
Rörtjärnen ingår i det delavrinningsområde (696445-137792) som SMHI kallar för Utloppet av Rörtjärnen. Medelhöjden är 686 meter över havet och ytan är 0,91 kvadratkilometer. Det finns inga avrinningsområden uppströms utan avrinningsområdet är högsta punkten. Vattendraget som avvattnar avrinningsområdet har biflödesordning 4, vilket innebär att vattnet flödar genom totalt 4 vattendrag innan det når havet efter 305 kilometer. Avrinningsområdet består mestadels av skog (84 procent). Avrinningsområdet har 0,14 kvadratkilometer vattenytor vilket ger det en sjöprocent på 15,7 procent.